# Christa Wolf

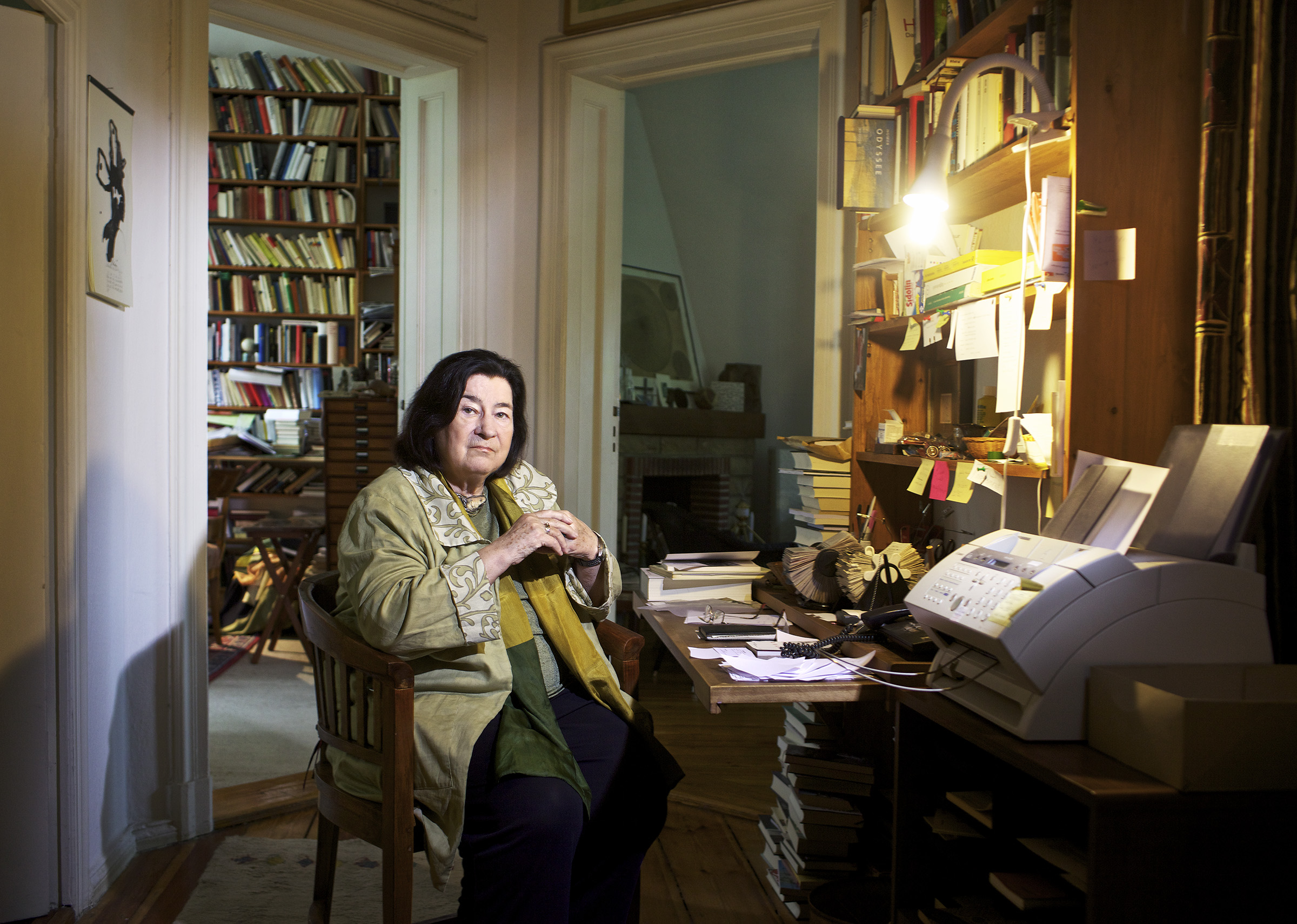
Christa Wolf, 2010

Christa Wolf (Landsberg an der Warthe, Alemania, hoy Polonia, 18 de marzo de 1929 - Berlín, Alemania, 1 de diciembre de 2011) fue una novelista, ensayista y guionista cinematográfica alemana, de gran reputación.

## Trayectoria

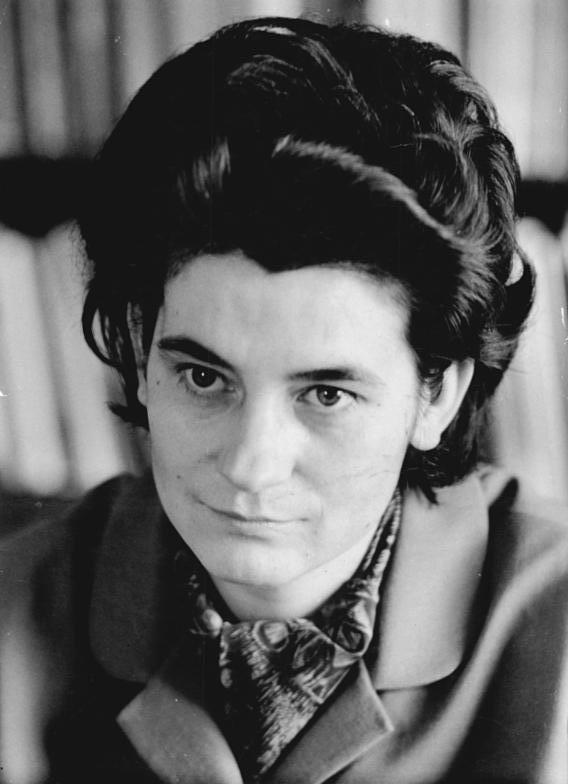
Christa Wolf fotografiada por Irene Eckleben, 1963.

Nacida Christa Ihlenfeld y criada dentro de la clase media, después del final de la Segunda Guerra Mundial en 1945; se mudó con sus familiares a la comunista Alemania del Este. Militó en el Partido Socialista de la RDA. Durante la Guerra Fría, se opuso al gobierno de la RDA, manteniéndose fiel al marxismo. Luego, se opuso a la reunificación alemana, como otros escritores alemanes (por ejemplo, Günter Grass).
Su obra refleja tanto las experiencias que tuvo durante la Segunda Guerra Mundial, como las de su vida en plena posguerra, defendiendo la libertad de expresión, con riesgo de su supervivencia como escritora. 
Entre sus novelas se pueden mencionar El cielo dividido (1963), sobre la división de Alemania; las íntimas y originales Reflexiones sobre Christa T. (1968), novela severamente criticada en la Alemania Oriental, por considerarse una obra individualista; Muestra de infancia (1976), sobre el pasado familiar; sobre la generación romántica, En ningún lugar, en parte alguna; Casandra (1983), que fue su libro más leído, que habla de los vaticinios de un modo metafórico y del poder patriarcal.
Más tarde, en la nueva situación alemana, publica Lo que queda (1990), escrito en 1979, que trata sobre la vigilancia del gobierno y sus propias informaciones a la policía secreta, como sucedió cuando fue colaboradora informal en la RDA. A raíz de ello, su figura fue denostada con una crítica insidiosa a su persona, del todo descontextualizada, lo cual fue denunciado por muy diversos escritores, como Günter Grass o Heiner Müller. 
Con la novela Medea reelaborará el mito trágico griego, de nuevo con la experiencia de la mujer (tema de sus libros). En una obra tardía, Leibhaftig (2002), describe la vida de una mujer en la década de 1980, en un hospital de la RDA, mientras espera medicinas del otro lado. 
Sus temas centrales en su obra son el fascismo alemán, el autoritarismo y la falta de independencia personal, el humanismo y el feminismo, así como el propio descubrimiento a través de la escritura.
Fue nombrada Doctora honoris causa por la Universidad Complutense de Madrid. Falleció el 1 de diciembre de 2011 a los 82 años de edad en Berlín (Alemania), ciudad en la que vivió con su marido Gerhard Wolf hasta su deceso.

## Obras
- Der geteilte Himmel, 1963
- Nachdenken über Christa T. 1968
- Kindheitsmuster 1976
- Kein Ort. Nirgends, 1979
- Kassandra, 1983
- Störfall (Accidente) 1987
- Was bleibt (Lo que queda), escrito en 1979, pero publicado en 1990.
- Medea, 1996
- Auf dem Weg nach Tabou 1994, ensayos, cartas y diálogos
- Leibhaftig (2002)

## Obras traducidas
- El cielo partido, Círculo de Lectores, 1994, ISBN 978-84-226-5075-1
- Noticias sobre Christa T., Seix Barral, 1992, ISBN 978-84-322-3095-0
- Muestra de infancia, Alfaguara, 1984, ISBN 978-84-204-2512-2
- En ningún lugar, en parte alguna, precedido de La sombra de un sueño, Seix Barral, 1992 ISBN 978-84-322-3092-9
- Bajo los tilos, Seix Barral, 1991, ISBN 978-84-322-3084-4
- Casandra, El País, 2005 ISBN 978-84-9815-238-8
- Accidente: noticias de un día, Alfaguara, 1988, ISBN 978-84-204-2485-9
- Con otra mirada: relatos, Galaxia Gutenberg, 2010 ISBN 978-84-672-2971-4
- Un día del año 1960-2000, Galaxia Gutenberg, 2007 ISBN 978-84-8109-629-3
- En carne propia, Galaxia Gutenberg, 2004 ISBN 978-84-672-0280-9
- Medea, Debate, 1998, ISBN 978-84-8306-090-2
- La ciudad de Los Ángeles o el abrigo del Dr. Freud, Alianza, 2011 ISBN 978-84-206-6386-9
- Lo que queda, Seix Barral, 1991 ISBN 978-84-322-0651-1
- Pieza de verano, Círculo de Lectores, 1992 ISBN 978-84-226-4129-2

## Sobre la autora
- Blanco Hölscher, Margarita; Suárez, María Socorro, La obra de Christa Wolf, Krk, 1997
- Monte Vigil, María, Reconstrucción del mito en las novelas de Christa Wolf: Kassandra, Medea, Stimmen, Krk, 2001, ISBN 978-84-95401-53-3
- Trapassi, Leonarda, El romanticismo en la literatura y en la crítica de la RDA : las perspectivas de Anna Seghers y Christa Wolf, Anubar, 2008, ISBN 978-84-7013-282-7
- Katharina von Ankum. Die Rezeption von Christa Wolf in Ost und West, Ámsterdam 1992, en línea googlebooks
- Peter Böthig (ed.) Christa Wolf – Biografía in Bildern und Texten. Luchterhand, München 2004, ISBN 3-630-87169-0
- Fausto Cercignani. Existenz und Heldentum bei Christa Wolf. «Der geteilte Himmel» y «Kassandra». Königshausen & Neumann, Würzburg 1988, ISBN 3-88479-370-5
- Clemens Götze. Nichts vergessen – Autobiographisches Schreiben als Selbsterfahrung in Christa Wolfs Roman Stadt der Engel oder The Overcoat of Dr. Freud. In: Ders.: Ich werde weiterleben, und richtig gut. Moderne Mythen in der Literatur des 20. Jahrhunderts. wvb, Berlín 2011, ISBN 978-3-86573-591-1, pp. 57–78
- Sonja Hilzinger. Christa Wolf. Leben, Werk, Wirkung. Suhrkamp, Frankfurt/M. 2007, ISBN 3-518-18224-2
- Jörg Magenau. Christa Wolf – Eine Biographie. 2. Auflage. Kindler, Berlín 2002, ISBN 3-463-40394-3
- Giulio Schiavoni (ed.) Prospettive su Christa Wolf – Dalle sponde del mito. Franco Angeli, Mailand 1998, ISBN 88-464-0829-2
- Gisela Stockmann. Christa Wolf. Amselweg. In: Dies.: Schritte aus dem Schatten. Frauen in Sachsen-Anhalt. Dingsda-Verlag, Querfurt 1993, ISBN 3-928498-12-6.
- Hermann Vinke (ed.) Akteneinsicht Christa Wolf. Zerrspiegel und Dialog. Eine Dokumentation. Luchterhand Literaturverlag, Hamburg 1993, ISBN 3-630-86814-2 (Publicado en la instigación de Christa Wolf)

## Premios
- Heinrich Mann, 1963
- Georg Büchner, 1980
- Schiller Memorial, 1983
- Geschwister-Scholl-Preis, en 1987
- Elisabeth Langgässer, 1999
- Nelly Sachs, 1999
- Deutscher Bücherpreis (Wolf fue la primera en recibirlo, en 2002, por su vida como escritora).